# Bonnyville
Bonnyville is een plaats (town) in de Canadese provincie Alberta en telt 5832 inwoners (2006).